# Syarinus strandi
Syarinus strandi – gatunek zaleszczotka z rodziny Syarinidae.

## Taksonomia
Takson ten opisany został po raz pierwszy w 1901 roku przez Edvarda Ellingsena pod nazwą Ideobisium strandi. Jako miejsce typowe wskazano Hallingdal w Norwegii. Do rodzaju Microcreagris przeniósł go w 1932 roku Max Beier, zaś w rodzaju Syarinus umieścił go w 1976 roku Volker Mahnert.

## Morfologia
Zaleszczotek ten ma niepodzielone tergity i sternity oraz wszystkie cztery pary odnóży krocznych pozbawione kolców na biodrach oraz zwieńczone dwuczłonowymi, podzielonymi na metatarsus i telotarsus stopami. Szczękoczułki zwieńczone są szczypcami; ich palec ruchomy ma kilka ząbków oraz długi, rozgałęziony wyrostek zwany galea, na którym przedśrodkowo osadzona jest szczecinka galealna. Nogogłaszczki zaopatrzone są w szczypce, na których palcach znajdują się ujścia gruczołów jadowych. Opistosoma (odwłok) ma na błonach pleuralnych podłużne, gładkie rowki.

## Występowanie
Gatunek ten znany jest z Niemiec, Austrii, Norwegii i Czech. Na „Czerwonej liście gatunków zagrożonych Republiki Czeskiej” umieszczony jako gatunek zagrożony o niedostatecznie rozpoznanym statusie (DD).